# Carlos Caridad Montero
Carlos Caridad Montero (Maracaibo, estado Zulia, Venezuela); es un director de cine y guionista venezolano que actualmente reside en Caracas.

## Trayectoria
Estudió Comunicación Social en la Universidad del Zulia y en la Escuela Internacional de Cine y Televisión situada en San Antonio de los Baños, Cuba. Realizó su primer cortometraje documental para la serie South, de Channel 4 (U.K), titulado Sólo nosotros y los Dinosaurios. 
Fundador de la compañía Nomenclatura Films, con la cual produce y dirige los cortometrajes La Estrategia del Azar (1996), Tarde de Machos (2002) y Nocturno (2003), los cuales han participado en festivales como Cannes, Clermont-Ferrand, entre otros.
En el año 2004 crea BlogaCine, un blog cinematográfico que se ha convertido en tribuna de debate para los cineastas venezolanos y en lugar de referencia del cine de Venezuela. En el año 2007 estrenó el documental Maracaibo, con vista al lago, producido por Bolívar Films. En 2008, estrena Bloques, largometraje antológico compuesto de dos cortometrajes, codirigido junto con Alfredo Hueck. 
Su primer largometraje en solitario, 3 Bellezas (2014) se convierte en un éxito de público y del circuito de festivales, y sus derechos vendidos a varios territorios internacionales. Actualmente prepara el largometraje documental Más allá del Valle de la Silicona, ganador de varios premios internacionales como el del MoreliaLAB del Festival Internacional de Cine de Morelia y del DocBuenos Aires. 
Sus dos films más recientes son la comedia romántica La Chica del Alquiler, uno de los éxitos de taquilla de 2023 en Venezuela e Hijos de la Revolución, aún sin fecha de estreno comercial en Venezuela. 
También se ha desempeñado como periodista en diversos medios venezolanos y como guionista.

## Filmografía
- 2023: La Chica del Alquiler Lm. ficc, con Daniela Alvarado, Patricia Schwarzgruber, Luis Olavarrieta, Agustín Segnini y Augusto Nitti.
- 2023: Hijos de la Revolución Lm. ficc, con Naomi de Oliveira, Mauricio Celimen, Daifra Blanco y Augusto Nitti.
- 2015: 3 Bellezas Lm. ficc, con Fabiola Arace, Josette Vidal, Fabián Moreno y Diana Peñalver.
- 2009: Virgen de Chiquinquirá, Reina Morena de Venezuela Cm. Doc.
- 2008: Bloques Lm. Ficc.
- 2007: Maracaibo con vista al lago Lm. ficc.
- 2005: Dribla Cm. ficc.
- 2003: Nocturno Cm. ficc.
- 2002: Tarde de machos Cm. ficc.
- 1996: La estrategia del azar Cm. ficc.
- 1993: Sólo nosotros y los dinosaurios Cm. dc.
- 1992: A los pobres les gusta el mambo Cm. ficc.

## Premios
- 2015 - 3 Bellezas - Fescive. Mejor largometraje, mejor guion, mejor dirección de fotografía Alexandra Henao.
- 2015 - 3 Bellezas - Venezuelan Film Festival in New York. Mejor largometraje.
- 2015 - 3 Bellezas - Festival entre Largos y Cortos. Mejor largometraje, Mejor ópera prima, Premio del público, Mejor dirección, Mejor dirección de arte Matías Tikas, Mejor guion, Mejor actriz Diana Peñalver Denis y Mejor actriz de Reparto Fabiola Arace.
- 2015 - 3 Bellezas - Festival de Cine Venezolano de Mérida. Mejor película, mejor director, mejor guion, mejor cámara Alexandra Henao, mejor dirección de arte Matías Tikas, mejor actriz principal Diana Peñalver Denis.
- 2011 - Más allá del valle de la Silicona - DocBuenosAires. Premio Arte TV de Relaciones Internacionales, Coup de Coeur del Sunny Side of the Docs.
- 2010 - Más allá del valle de la Silicona - Festival Internacional de Cine de Morelia. Premio Cinépolis al Mejor Proyecto Latinoamericano, Morelia LAB.
- 2004 - Nocturno - Festival Nacional de Cortometrajes Manuel Trujillo Durán. Mejor Cortometraje, Director, Actriz y Cámara.
- 2004 - Tarde de machos - Asociación Nacional de Autores Cinematográficos. Mejor Guion.
- 2003 - Tarde de machos - Premio Municipal de Cine de la Alcaldía de El Libertador. Mejor Actor: Alejo Felipe.
- 2003 - Tarde de machos - Premio Municipal de Cine de la Alcaldía de El Libertador. Mejor Dirección de Fotografía: Micaela Cajahuaringa.
- 2002 - Tarde de machos - Consejo Nacional de la Cultura. Jóvenes Cineastas.
- 2002 - Tarde de machos - Festival Nacional de Cortometrajes Manuel Trujillo Durán. Mejor Cámara.
- 1996 - La estrategia del azar - Consejo Nacional de la Cultura. Jóvenes Cineastas (2.º lugar).
- 1996 - La estrategia del azar - Asociación Nacional de Críticos Cinematográficos. Mejor actor de reparto: Ignacio Márquez.
- 1993 - Sólo nosotros y los dinosaurios - Consejo Nacional de la Cultura. Jóvenes Cineastas.
- 1988 - Spaghetti Western, Una incursión en la obesidad. Mención de Honor en el Concurso de Cuentos de El Nacional.
- 1987 - Para no acordarme de nada. Primera Mención del Concurso Literario organizado por el vicerrectorado académico de la Universidad del Zulia.